# کوه تاته‌شینا
کوه تاته‌شینا (به ژاپنی: 蓼科山 Tateshina-yama) کوهی است که در چینو، ناگانو و تاته‌شیما، ناگانو در استان ناگانو واقع شده‌است. این کوهی یکی از صد کوه معروف ژاپن است.